# La Pimienta, San Martín Chalchicuautla
La Pimienta är en ort i Mexiko.   Den ligger i kommunen San Martín Chalchicuautla och delstaten San Luis Potosí, i den sydöstra delen av landet, 210 km norr om huvudstaden Mexico City. La Pimienta ligger 166 meter över havet och antalet invånare är 319.
Terrängen runt La Pimienta är kuperad norrut, men söderut är den platt. Terrängen runt La Pimienta sluttar söderut. Runt La Pimienta är det ganska tätbefolkat, med 90 invånare per kvadratkilometer. Närmaste större samhälle är Tamazunchale, 10,6 km väster om La Pimienta. Omgivningarna runt La Pimienta är en mosaik av jordbruksmark och naturlig växtlighet.